# مانتيكور (فلم 2022)
مانتيكور (بالإسبانية: Mantícora) هو فيلم إثارة درامي نفسي من إخراج وسيناريو كارلوس فيرموت وبطولة ناتشو سانشيز وزوي ستين.
تم عرض فيلم مانتيكور عالميًا لأول مرة في مهرجان تورونتو السينمائي الدولي لعام 2022. وحصد الفيلم اربعة ترشيحات لجوائز جويا السابعة والثلاثين (مخرج، سيناريو أصلي، ممثل رئيسي، وممثلة جديدة).

## القصة
تتبع القصة العلاقة الرومانسية بين مصمم ألعاب الفيديو (جوليان) مع طالبة تاريخ الفن (ديانا)، حيث يعتقد جوليان أنه أخيرًا لديه فرصة للسعادة وتهدئة دوافعه المظلمة التي استيقظت مؤخرًا.

## الممثلون
- ناتشو سانشيز بدور جوليان.[2]
- زوي ستين بدور ديانا.[2]
- فيسينتا ندونجو.[2]
- ايتزيبر جارمينديا.[2]
- ميكيل إنسوا.[2]
- أنجيلا بويكس.[2]
- كاتالينا سوبيلانا[3]
- خافيير لاجو.[3]
- ألفارو سانز رودريغيز.
- باتريك مارتينو.[3]

## الانتاج

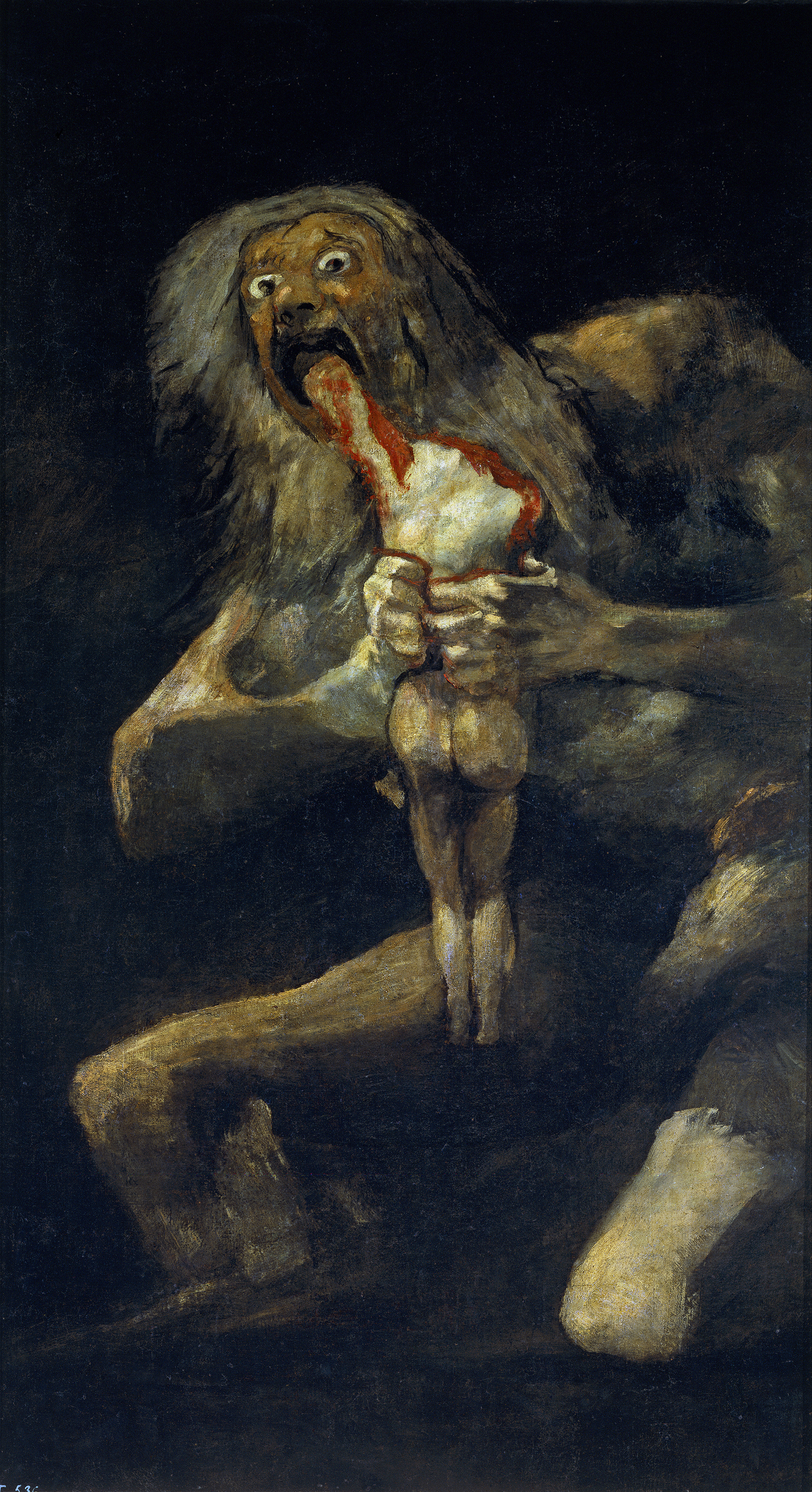
قام الفيلم بأشارة لـ اللوحات السوداء

كتب السيناريو كارلوس فيرموت. كان الدافع وراء المشروع هو اقتباس أفلام المستذئبين الكلاسيكية، على أساس أنهم سعوا في الأصل إلى تصوير "البشر وهم يديرون الرغبات الجنسية المحرمة"، وبالتالي يقترب الخيال من موضوع البيدوفيليا باعتباره لعنة، وبالمثل يصور كيف قد يحاول البيدوفيلي "الغش" في هذا الدافع المحظور باستخدام وسيط (مثل استخدام واقع افتراضي كبديل يشبه الطفل) في وقتنا الحالي. قال كارلوس أن الفكرة الأصلية للفيلم جاءت من قصة صديقة مثلية تشبه إلى حد ما جاستن بيبر شعرت بأنها مستغلة في العلاقة لأنها اكتشفت أن شبهها بجاستن بيبر هو السبب الذي جعل شريكتها معها. وقال كارلوس: "أعتقد أن فيلمي يعاني من أعلى مستويات الازعاج. أحب مواجهة الأشياء التي تخيفني من خلال الفيلم. وأعتقد أن النظر في عين جوليان هو طريقة للتعامل معها".
يشير الفيلم إلى اللوحات السوداء لفرانثيسكو غويا وكذلك إلى ألفونسو بونس دي ليون، في إشارة إلى حد ما إلى المأساة التي تنتظر بطل الفيلم.

## الجوائز والترشيحات
| السنة | المهرجان                              | الجائزة               | المستلم               | النتيجة | م.            |
| ----- | ------------------------------------- | --------------------- | --------------------- | ------- | ------------- |
| 2022  | جوائز فوركي الثامنة والعشرون          | أفضل ممثل             | ناتشو سانشيز          | رُشِّح     | [ 9 ] [ 10 ]  |
| 2023  | جوائز غاودي الخامسة عشر               | افضل فيلم غير كاتلوني | افضل فيلم غير كاتلوني | رُشِّح     | [ 11 ]        |
| 2023  | جوائز غاودي الخامسة عشر               | افضل ممثل جديد        | زوي ستين              | رُشِّح     | [ 11 ]        |
| 2023  | جوائز غاودي الخامسة عشر               | افضل تصوير            | ألانا ميخيا غونزاليس  | رُشِّح     | [ 11 ]        |
| 2023  | جوائز غاودي الخامسة عشر               | افضل تصميم ازياء      | فينيت إسكوبار         | رُشِّح     | [ 11 ]        |
| 2023  | جوائز فيروز العاشرة                   | افضل ممثل رئيسي       | ناتشو سانشيز          | فوز     | [ 12 ]        |
| 2023  | جوائز فيروز العاشرة                   | افضل بوستر فيلم       | كارلوس فيرموت         | فوز     | [ 12 ]        |
| 2023  | جوائز فيروز العاشرة                   | افضل فيديو تشويقي     | ميغيل أنخيل ترودو     | رُشِّح     | [ 12 ]        |
| 2023  | جوائز لجنة الانتخابات المركزية الـ78  | افضل مخرج             | كارلوس فيرموت         | رُشِّح     | [ 13 ] [ 14 ] |
| 2023  | جوائز لجنة الانتخابات المركزية الـ78  | افضل ممثل             | ميغيل أنخيل ترودو     | رُشِّح     | [ 13 ] [ 14 ] |
| 2023  | جوائز لجنة الانتخابات المركزية الـ78  | افضل ممثلة جديدة      | زوي ستين              | رُشِّح     | [ 13 ] [ 14 ] |
| 2023  | جوائز جويا الـ37                      | افضل مخرج             | كارلوس فيرموت         | رُشِّح     | [ 15 ]        |
| 2023  | جوائز جويا الـ37                      | افضل سيناريو          | كارلوس فيرموت         | رُشِّح     | [ 15 ]        |
| 2023  | جوائز جويا الـ37                      | افضل ممثل             | ناتشو سانشيز          | رُشِّح     | [ 15 ]        |
| 2023  | جوائز جويا الـ37                      | افضل ممثلة جديدة      | زوي ستين              | رُشِّح     | [ 15 ]        |
| 2023  | مهرجان تولوز السينمائي الإسباني الـ28 | البنفسجي الذهبي       | البنفسجي الذهبي       | فوز     | [ 16 ]        |
| 2023  | مهرجان تولوز السينمائي الإسباني الـ28 | افضل ممثل             | ناتشو سانشيز          | فوز     | [ 16 ]        |
| 2023  | مهرجان تولوز السينمائي الإسباني الـ28 | افضل تصوير            | ألانا ميخيا غونزاليس  | فوز     | [ 16 ]        |

## روابط خارجية
- مقالات تستعمل روابط فنية بلا صلة مع ويكي بيانات